# Liste des abbés de Saint-Hubert
De 825 à 1794, de sa fondation à sa suppression, d'Alveus à Nicolas Spirlet, l'abbaye bénédictine de Saint-Pierre en Ardenne à Saint-Hubert aurait connu 51 abbés.
La liste critique ci-dessous, basée sur les travaux de Godefroid Kurth, pour la période de 825 à 1365, en a été publiée en 1933 par Adolphe Delvaux de Fenffe et reprise par Paul Cugnon en 1973.
Les blasons sont décrits d'après Adolphe Delvaux de Fenffe et les modèles existants.

## IXesiècle
- Alveus (825-828)
- Sevold (x-854)
- Gosbert (x-x)
- Wilbert (x-x)
- Rangald (890-x)

## Xesiècle
- Warmarius (x-x)
- Frédéric (939-x)
- Albert Ier (x-966)
- Héribert (x-990)

## XIesiècle
- Wulbert Ier (990-1004)
- Wulbert II (1004-1006)
- Wildéric (x-x)
- Albert II (x-1033)
- Renouard (x-1034)
- Adelard (1034-1055)
- Thierry Ier de Leernes (1055-1086)

## XIIesiècle
- Thierry II (1086-1109)
- Robert (x-1133)
- Gislebert (1133-1144)
- Jean Ier de Waha (1144-1167)
- Elbert (x-1170)
- Conon (1170-1180)
- Jean II (1183-1189)

## XIIIesiècle
- Guillaume (1198-1212)
- Thierry III de Waha (1212-1242)
- Albert III (1242-1256)
- Rodolphe (x-x)
- Gulbert (x-x)

## XIVesiècle
- Thibaud II (1262-1301)
- Jean III (1302-1316)
- Henri Ier de Vyle (1316-1364)

Blason de l'abbé Henri de Vyle: "De gueule à la bande d'argent au lambelle d'or posé en chef."
- Henri II d'Almonsée (1364-1373)
- Jean IV Hustin d'Ockier (1373-1399)

Blason des Hustin: "De vair à la bande de gueules brochant sur le tout."

## XVesiècle
- Bertrand d'Ockier (1399-1422)

Blason des d'Ocquier: "D'azur à trois tours d'argent."
- Thierry IV de Corswarem (1422-1435)

Blason de l'abbé Thierry de Corswarem: "D'hermine à deux fasces de gueules."
- Eustache de Nettine (1435-1444)

Blason de l'abbé Eustache de Nettine: "Fretté d'or et de sable au chef de gueules."
- Nicolas Ier de Vervoz (1444-1474)

Blason de l'abbé Nicolas de Vervoz: "D'azur à la bande ondée d'argent."
- Nicolas II d'Eve (1474-1491)

Blason des d'Eve: "D'azur à la fasce d'or."

## XVIesiècle
- Henri III de Sohez (1491-1503)

Blason de l'abbé Henri de Sohez: "D'argent à la bande coticée de sable."
- Nicolas III de Malaise (1503-1538)

Blason de l'abbé Nicolas de Malaise: "Parti, au 1er de gueules au lion contourné d'or, et au 2e de couleur grise tranchant vers le noir (argent?) au cornet de sable."
- Jean V de Schennemaele (1538-1538)
- Remacle de Marche (1538-1564)
- Jean VI de Lamock (1564-1585)

Blason de l'abbé Jean de Lamock: "De gueules à la fasce ondée d'argent, accompagnée de trois annelets d'or."
- Jean VII dit Balla (1585-1599)

## XVIIesiècle
- Jean VIII de Masbourg (1599-1611)
- Nicolas de Fanson (1611-1652)

Blason de l'abbé Nicolas de Fanson: "Fascé d'or et de sable au crancelin de gueules brochant sur le tout."
- Benoît Laurenty de Lessive (1652-1662)
- Cyprien Mareschal (1662-1686)

Blason de l'abbé Cyprien Mareschal: "D'azur au chevron d'argent, accompagné à dextre d'un lion d'or contourné, à sénestre d'un lion d'or, et en pointe d'un marteau posé en pal."

## XVIIIesiècle
- Clément Lefèbvre (1686-1727)

Blason de l'abbé Clément Lefèbvre: "Parti, au 1er de sable au lion d'argent, au 2e écartelé, au 1er d'argent à la bande componnée de trois pièces d'argent et trois pièces de sable, au 2e d'azur aux deux lions d'argent l'un sur l'autre, au 3e d'argent aux trois chaudrons de sable, au 4e d'or losangé de sable au chef de gueules."
- Célestin de Jong (1727-1760)

Blason de l'abbé Célestin de Jongh: "Sur champ d'or, un griffon rampant ailé, armé et lampassé de gueules posé sur une terrasse de sinople."
- Nicolas Spirlet (1760-1794)

Blason de l'abbé Nicolas Spirlet : "D'argent à une panthère au naturel, la tête posée de fasce, rampant contre un bâton d'or mis en pal, accompagné à dextre d'une étoile d'or."
Le dernier religieux bénédictin à assumer la responsabilité de l'abbaye de Saint-Hubert fut Nicolas Abinet (1794-1797). Vu les difficultés du temps, il ne pût toutefois jamais être installé formellement en tant qu'abbé.